# Međunarodni plan za uređaje i sustave
Međunarodni plan za uređaji i sustavi, or IRDS (MPUS), je skup predviđanja o mogućem razvoju elektroničkih uređaja i sustava. IRDS je uspostavljen 2016 godine i nasljednik je Međunarodni tehnološki plan za poluvodiči.
Namjera ovih predviđanja je omogućiti koordinaciju napora akademske zajednice, proizvođača, dobavljača opreme i nacionalnih istraživačkih laboratorija.
IEEE navodi ciljeve plana kao:
- Identificiranje ključnih trendova vezanih uz uređaje, sustave i sve povezane tehnologije generiranjem plana s 15-godišnjim horizontom
- Određivanje potreba generičkih uređaja i sustava, izazova, potencijalnih rješenja i mogućnosti za inovacije.
- Poticanje srodnih aktivnosti širom svijeta kroz kolaborativne događaje kao što su srodne IEEE konferencije i radionice iz mape puta

Izvršni odbor je izvučen iz regija s velikim udjelom u razvoju elektronike: Europi, Koreji, Japanu, Tajvanu i SAD-u.
Međunarodni fokusni timovi (IFTs) procjenjuju sadašnje stanje i buduću evoluciju ekosustava u svom specifičnom području stručnosti i izrađuju plan za 15 godina. IFT izvješća uključuju evoluciju, ključne izazove, glavne prepreke i moguća rješenja. IFT-ovi uključuju:
- Benchmarking aplikacije
- Sustavi i arhitekture

More Moore - daljnji razvoj u tradicionalnim integrirani krug, koji se odnosi na povijesna poboljšanja koja opisuje Mooreov zakon
- Beyond CMOS - tehnologije koje dopuštaju daljnji napredak kada CMOS dostigne svoje temeljne granice.
- Integracija pakiranja
- Povezivanje vanjskog sustava
- Tvornička integracija
- Litografija
- mjeriteljstvo
- Emerging Research Materials
- Okoliš, sigurnost, zdravlje i održivost
- Povećanje prinosa
- Kriogena elektronika i kvantna obrada informacija (dodano 2018.)